# Nieringsen
Nieringsen ist als ein Teil der ehemals selbstständigen Gemeinde Deilinghofen seit dem 1. Januar 1975 ein Ortsteil der Stadt Hemer in Nordrhein-Westfalen. Die Siedlung bildet den südlichsten Teil Deilinghofens und liegt inmitten des Balver Waldes.
Die Ortschaft liegt fast zwei Kilometer südlich von Langenbruch und Habichtseil sowie gut einen Kilometer östlich von Winterhof. Die Wohngebäude befinden sich dabei in der Senke zwischen dem Gipfel Hochgiebel (482 Meter ü. NN) und dem höchsten Punkt des Hemeraner Stadtgebiets (546 Meter ü. NN) im Osten.
Die Siedlung und der Name Nieringsen entstanden nach 1829. Seit 1969 gehören einige Waldgebiete in der Umgebung von Nieringsen den Stadtwerken Hemer, die dort Wasserschutzgebiete einrichteten, um an der Trinkwasseranlage in Langenbruch sauberes Wasser gewinnen zu können.